# 1928년 동계 올림픽 루마니아 선수단
1928년 동계 올림픽 루마니아 선수단은 스위스 장크트모리츠에서 개최된 1928년 동계 올림픽에 참가한 올림픽 루마니아 선수단이다. 총 10명이 봅슬레이 1종목에 참가하였으며, 메달 획득에는 실패하였다.

## 봅슬레이
| 선수                                                                                    | 세부 종목  | 1차 시기                                                                              | 1차 시기 | 2차 시기 | 2차 시기 | 합계   | 합계   |   |
| 선수                                                                                    | 세부 종목  | 기록                                                                                  | 순위     | 기록     | 순위     | 기록   | 순위   |   |
| 알렉산드르 베를레스크 예우겐 슈테퍼네스크 페트레 페트로비치 티타 러두레스크 호리아 로만 | 남자 5인승 | 1:47.3                                                                                | 21       | 1:44.9   | 13       | 3:32.2 | 19     |   |
| ROM-2                                                                                   | 남자 5인승 | 그리고레 소코레스크 이온 가버츠 트라이언 니체스크 토마 기츠레스크 미르체아 소코레스크 | 1:43.8   | 13       | 1:40.8   | 4      | 3:24.6 | 7 |

## 참조
- Comité Olympique Suisse (1928). “Résultats des Concours des IImes Jeux Olympiques d'hiver” (PDF) (프랑스어). Lausanne: Imprimerie du Léman. 2011년 2월 16일에 원본 문서 (PDF)에서 보존된 문서. 2008년 6월 10일에 확인함.
- sports-reference